# 克拉克斯堡 (紐約州)
克拉克斯堡（英語：Clarksburg）是位於美國紐約州伊利縣的非建制地區。

## 歷史
克拉克斯堡的郵局於1851年設立，其後於1903年停運。

## 地理
克拉克斯堡所處的海拔為高於海平面272米（即892英呎），而該地所採用的時區為UTC-5，即北美东部时区（EST）。同時該地設有夏令時間，為UTC-5調快一小時，即UTC-4（EDT）。